# 丹徒縣志
《丹徒縣志》是中國江南丹徒县（今江苏省镇江市）的地方誌。自明起至20世紀末有多個版本。

## 歷代版本

### 明
《丹徒縣志》自明正德十六年（1521年）始刊，全四卷四十二目。李震卿、杨琬修纂。

### 清
《丹徒縣志》自清康熙二十二年（1683年）版始，經嘉慶八年（1803年）和光緒五年（1879年）兩次重修。光緒重修版《丹徒縣志》共有六十卷，編者有欽差大臣沈葆楨、吳元炳、何紹章、呂耀斗等。

### 中華民國
民國七年（1918年），有《丹徒县志摭余》，李恩绶纂修原本，其子李炳荣編擴而成。

### 中華人民共和國
中華人民共和國1992年版